# جيمس ألكسندر كالدر
جيمس الكسندر كالدر هو سياسي كندي، ولد في 17 سبتمبر 1868 في Oxford County, Ontario ‏ في كندا، وتوفي في 20 يوليو 1956. نشط حزبياً في Saskatchewan Progress Party ‏ وحزب كندا المحافظ والحزب الكندي التقدمي المحافظ. وقد انتخب عضو المجلس التشريعي في ساسكاتشوان ‏ وانتخب عضو مجلس الشيوخ الكندي ‏ وانتخب عضو مجلس العموم الكندي.

## حياته
وُلِد في مقاطعة أكسفورد، أونتاريو، وحصل على درجة بكالوريوس في الآداب من جامعة مانيتوبا عام 1888. عمل مُعلّمًا ومديرًا، قبل انتخابه عضوًا في المجلس التشريعي لساسكاتشوان عن دائرة جنوب ريجينا في انتخابات المقاطعة عام 1905. كان ليبراليًا، وأُعيد انتخابه في انتخابات فرعية عام 1908، وفي انتخابات عام 1912. من عام 1905 إلى عام 1912، كان وزيرًا للتعليم، وأمينًا للخزانة الإقليمية، ووزيرًا للسكك الحديدية. سُمّيت قرية كالدر الريفية، ساسكاتشوان، باسمهِ عند تأسيسها عام 1911. من عام 1916 إلى عام 1917، كان رئيسًا للمجلس التنفيذي، ووزيرًا للسكك الحديدية، ووزيرًا للطرق السريعة.
خارج السياسة، كان كالدير من هواة جمع الطوابع المشهورين، حيث وقع على قائمة هواة جمع الطوابع المتميزين في عام 1947.